# Bartosz Miecznikowski

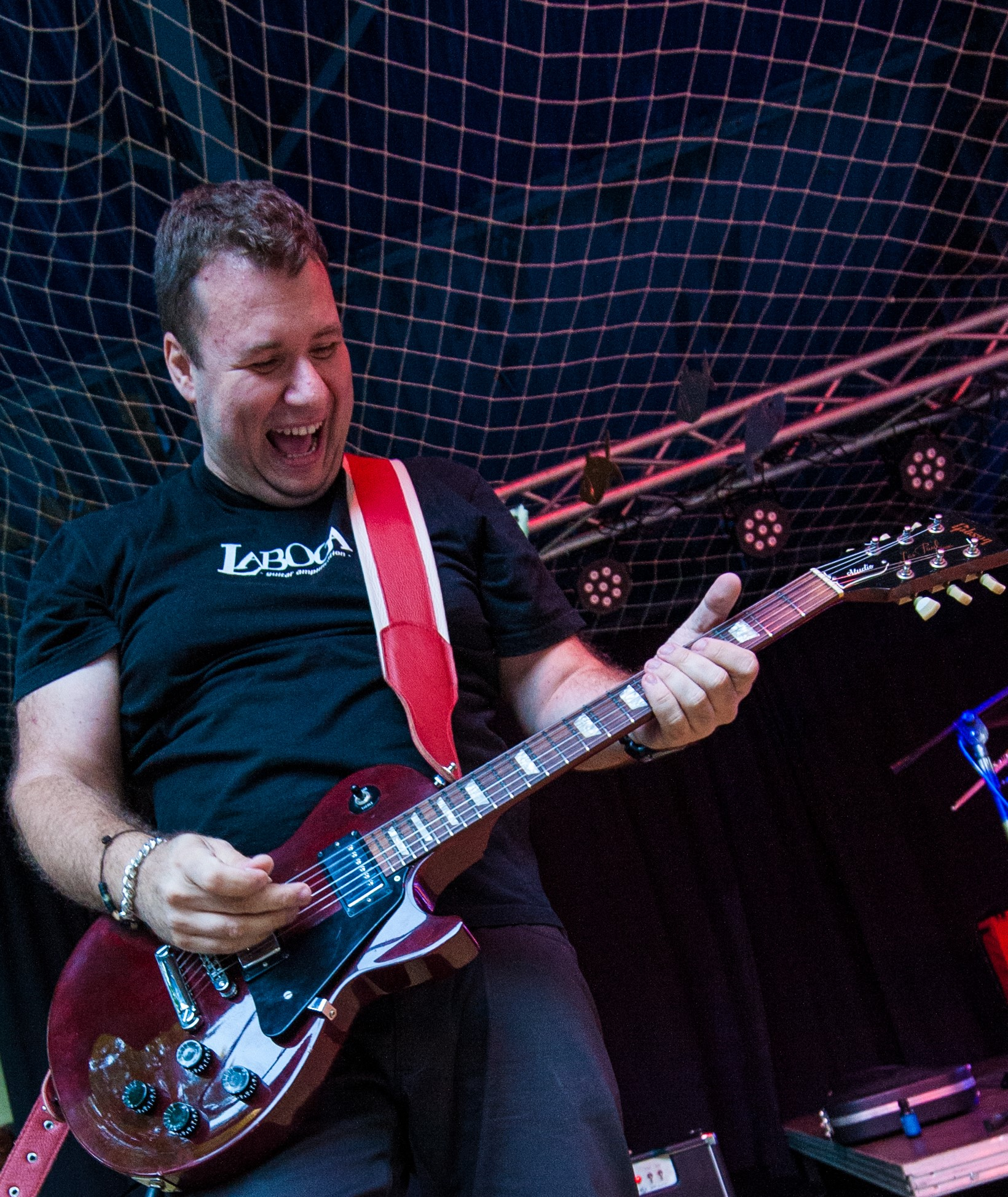
Bartosz Miecznikowski podczas koncertu.

Bartosz Miecznikowski (ur. 7 lipca 1981) – polski gitarzysta i współzałożyciel zespołu Pączki w Tłuszczu (wraz z Tomaszem Karolakiem). 
Razem z Ryszardem Makowskim prowadzi program Cafe Piosenka w TVP3. 
Jako gitarzysta studyjny współpracował m.in. z Jeden Osiem L, Honoratą Skarbek oraz Tomaszem Lubertem Jayem Delano, Robertem Chojnackim, Agnieszką Włodarczyk, Mezo, występując w składach tych wykonawców na koncertach oraz na nagraniach płytowych i streamingowych. Jest współproducentem singla "Kilka chwil" zespołu Jeden Osiem L.
Z zespołem Formuła RC Roberta Chojnackiego, wziął udział w Krajowych Eliminacjach do Konkursu Piosenki Eurowizji 2011.
Był jurorem w konkursie Gitarowy Top 2014 magazynu Top Guitar.
Członek Stowarzyszenia Autorów ZAIKS.

## Nagrody
Laureat nagrody Luberciaki 2018, za działalność charytatywną na rzecz Fundacji Luberty Pomagają. 

## Dyskografia (wybrana)
gitarzysta
- 2007: Nowy folder, wyk.: Jeden Osiem L, wyd.: My Music
- 2007:Nie dla oka, wyk: Agnieszka Włodarczyk, wyd: My Music
- 2007:Close To You. wyk: Jay Delano, wyd: My Music
- 2014:Z Miłości do muzyki, wyk: Tomasz Lubert, wyd: Universal Music Polska
- 2015:P-Ń VI Wydanie Kolekcjonerskie, wyk:Pięć Dwa Dębiec, wyd: My Music
- 2016: The 1st album, wyk.: Piotr Obarzanek, Tomasz Lubert, Jay Nowakowski; wyd.: Amazon.com (streaming)
- 2016: 9 lat, wyk.: Mateusz Mijal,wyd.: Balx
- 2016: Choni, wyk.: Virgin, wyd.: Universal Music Polska
- 2018: LOVElas, wyk.: Pączki  w Tłuszczu, wyd.: Magic Records (streaming)
- 2019: Co tu jest grane?, wyk: Nowator, wyd.: My Music

współproducent
- 2007: singiel "Kilka chwil" zespołu Jeden Osiem L[9]